# Saint-Michel-de-Chavaignes
Saint-Michel-de-Chavaignes là một xã trong tỉnh Sarthe ở tây bắc nước Pháp. Xã này nằm ở khu vực có độ cao từ 78-158 mét trên mực nước biển.

## Chính quyền
| Nhiệm kỳ      | Nhiệm kỳ     | Thị trưởng        |
| ------------- | ------------ | ----------------- |
| Tháng 12 1999 | Tháng 3 2001 | Lionel Fontaine   |
| Tháng 3 2001  | Tháng 3 2008 | Solange Chambrier |
| Tháng 3 2008  | Tháng 3 2014 | Sylvie Bourinet   |
| Tháng 3 2014  | Nay          | Michel Froger     |

## Nhân khẩu
Năm 2014, xã có 758 người. Bắt đầu từ năm 2004, đối với những xã có dân số thấp hơn 10 000 người sẽ được điều tra dân số 5 năm một lần.
| 1793  | 1800  | 1806  | 1821  | 1831  | 1836  | 1841  | 1846  | 1851  |
| ----- | ----- | ----- | ----- | ----- | ----- | ----- | ----- | ----- |
| 1 110 | 1 042 | 1 204 | 1 185 | 1 306 | 1 349 | 1 359 | 1 369 | 1 371 |
| 1856  | 1861  | 1866  | 1872  | 1876  | 1881  | 1886  | 1891  | 1896  |
| 1 416 | 1 452 | 1 432 | 1 442 | 1 404 | 1 273 | 1 275 | 1 276 | 1 276 |
| 1901  | 1906  | 1911  | 1921  | 1926  | 1931  | 1936  | 1946  | 1954  |
| 1 227 | 1 241 | 1 164 | 1 093 | 1 068 | 1 012 | 973   | 969   | 940   |
| 1962  | 1968  | 1975  | 1982  | 1990  | 1999  | 2004  | 2009  | 2014  |
| 902   | 817   | 748   | 682   | 702   | 740   | 756   | 795   | 758   |

- Giai đoạn 1803–1812: 89 cuộc hôn nhân, 347 ca sinh, 290 ca tử vong.
- Giai đoạn 1813–1822: 122 cuộc hôn nhân, 356 ca sinh, 248 ca tử vong.
- Giai đoạn 1823–1832: 96 cuộc hôn nhân, 376 ca sinh, 215 ca tử vong.
- Giai đoạn 1975–1982: 38 ca sinh, 60 ca tử vong.
- Giai đoạn 1982–1990: 47 ca sinh, 70 ca tử vong.
- Giai đoạn 1990–1999: 75 ca sinh, 69 ca tử vong.

## Công trình

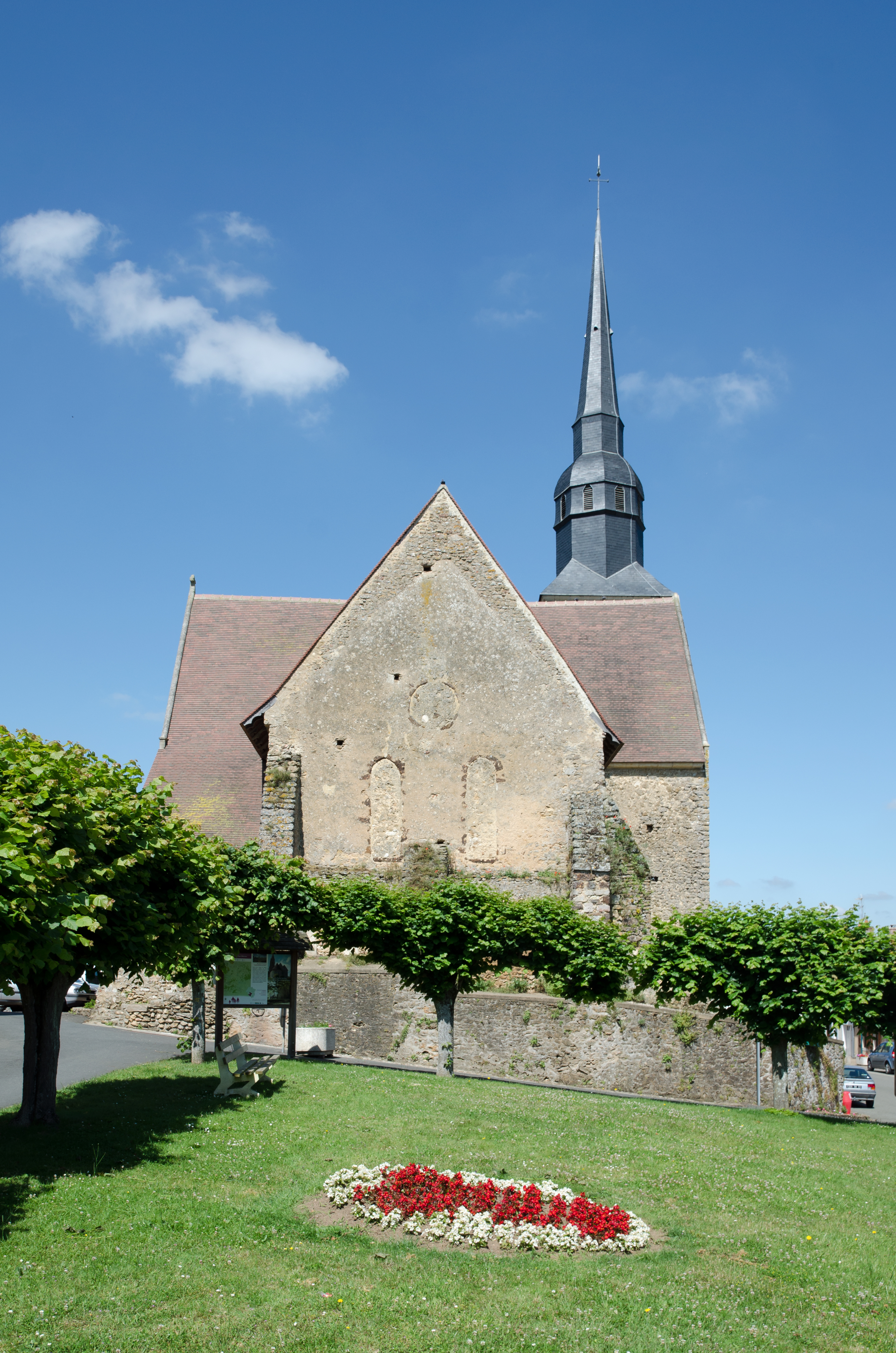

Nhà thờ thánh Michel được ghi nhận là di tích lịch sử do Pierre Honoré Chadaigne và Dubois de Chartres xây dựng vào giữa thế kỷ XIX.
Lâu đài Lassay được xây dựng vào thế kỷ XVIII trên phần còn lại của một lâu đài cổ.